# Ann Walker
Ann Walker (Lightcliffe, West Riding of Yorkshire, Anglia, 1803. május 20. – Lightcliffe, 1854. február 25.) angol földbirtokosnő Yorkshire megye nyugati járásából. Ő és élettársa, Anne Lister voltak az első nők, akik 1834 húsvétján nem hivatalos, azonos nemű házasságot kötöttek a yorki Holy Trinity templomban.

## Korai évei
Ann Walker 1803. május 20-án született a nyugat yorkshire-i Lightcliffe-ben, szülei John és Mary Walker (született Edwards) voltak. A lightcliffe-i St Matthew’s templomban keresztelték meg. Gyermekkorát szüleivel, két lánytestvérével Mary-vel és Elizabeth-tel, valamint bátyjával Johnnal a Cliffe Hill-i birtokukon töltötte. Innen a család átköltözött Crow Nestbe, amikor Ann hat éves volt. Nővére, Mary 1815-ben, édesapjuk 1823. április 29-én, édesanyjuk ugyanabban az évben november 20-án halt meg. Ann bátyja, John örökölte meg a családi birtokot, Crow Nestet. 1828. október végén Ann nővére, Elizabeth hozzáment George Mackay Sutherland kapitányhoz, akivel Ayrshire-be költözött. Amikor 1830-ban bátyjuk, John nápolyi nászútján meghalt, Elizabeth és Ann váltak a hatalmas családi örökség tulajdonosává. Ann továbbra is Crow Nestben lakott, majd 1831–32 körül átköltözött egy kisebb házba a birtokon, Lidgate-be. Itt történt, hogy Anne Lister elkezdett udvarolni neki, miután ismét találkoztak 1832. július 6-án.

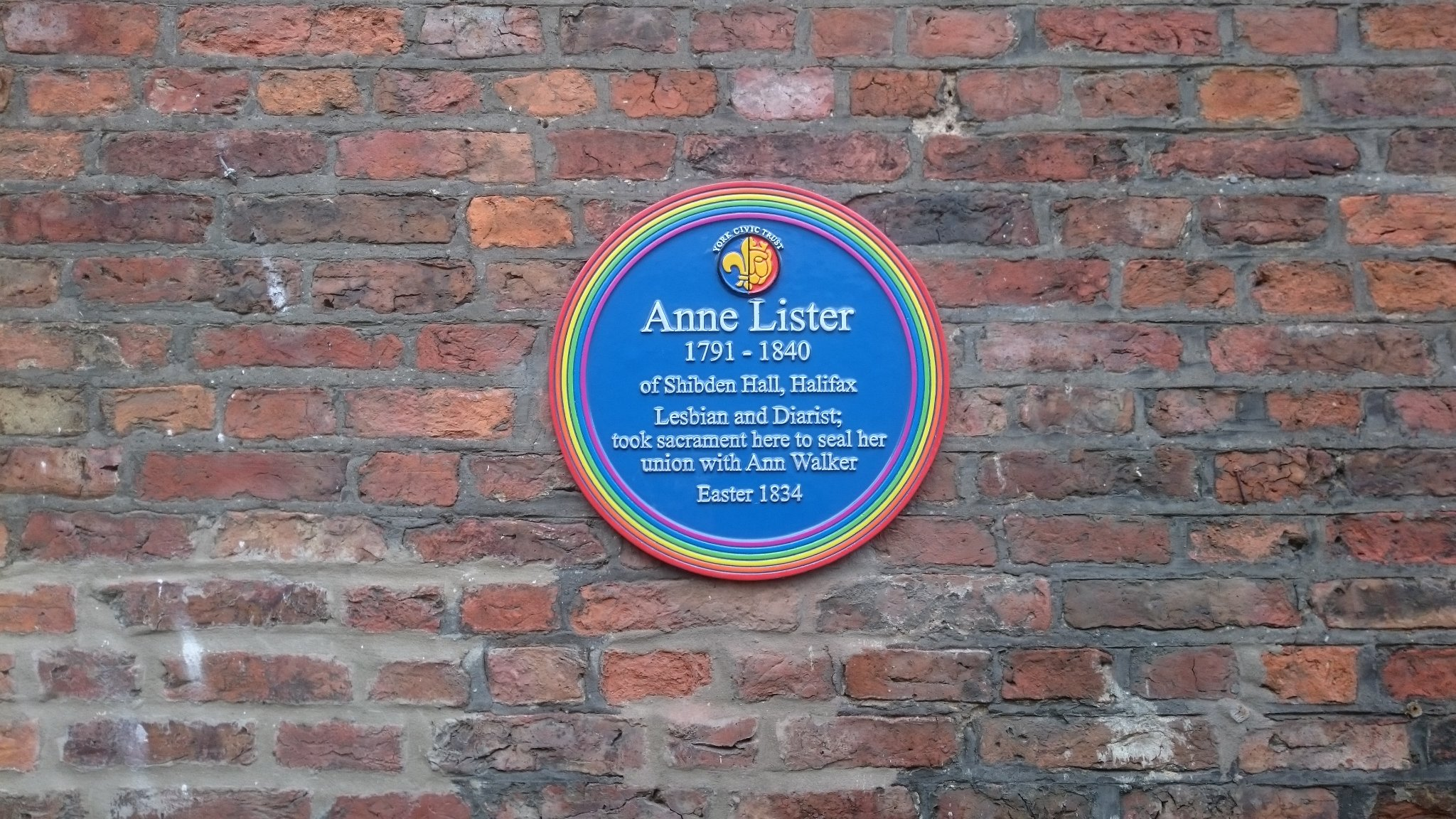
A szivárvány emléktábla a yorki Holy Trinity templom bejáratánál Anne Lister és Ann Walker házasságának emlékére lett kihelyezve, a kép 2019 májusában készült

## Házasság
Ann Walker és Anne Lister bár szomszédos birtokokon éltek hosszú éveken keresztül, csak ritkán találkoztak és akkor sem hagyott mély nyomot Anne Listerben, ahogy a naplóiban leírta. Az 1832-es év viszont változást hozott e téren is, amikor a pár romantikus és szexuális kapcsolatot kezdett kialakítani. Kapcsolatuk gyorsan és hevesen erősödött már pár hónap alatt és 1834. február 27-én házassági gyűrűket cseréltek egymással, ezzel szimbolizálva egymás iránt érzett elkötelezettségüket. Május 30-án, húsvét vasárnapján együtt áldoztak a Holy Trinity templomban, ezzel hitelesítve az esküvőjüket, ami után mint házastársak éltek. Az épületen ma szivárvány keretes kék emléktábla látható. A ceremóniát követően együtt éltek Shibden Hall-ban, ami Anne Lister ősi birtokának központja volt.
A pár sokat utazott együtt mielőtt Anne Lister idő előtt, 1840-ben Grúziában meghalt. Ann Walkernek kellett hat hónapos utazással visszahoznia partnere testét Angliába, hogy a halifaxi családi Lister kriptában lehessen elhelyezve örök nyugalomra. Végrendeletében Anne Lister életjáradékot hagyott Ann Walkerre Shibden Hall és az egész birtokért.

## Hit és jótékonyság
Ann Walkernek a keresztény hit rendkívül fontos volt, csakúgy mint filantróp törekvései. Élete során sokszor imádkozott a lightcliffe-i St Matthew’s templomban és otthon is olvasott fel a családjának és szolgálóinak imádságokat, szent igéket. Ann saját vasárnapi iskolát hozott létre a gyermekeknek, akiket mindig is nagyon szeretett. A szolgálóira is nagy figyelemmel volt, egy 1840-ben írt levelében leírta, kinek milyen karácsonyi ajándékot adományozott, amíg ő külföldön utazott.

## Mentális egészség
Ann Walker egész életén át küzdött mentális betegségeivel. Hajlamos volt depresszív ciklusokra, valószínűleg elmezavarokkal is küszködött, ami feltehetőleg vallási meggyőződéseihez volt köthető. Három évvel Anne Lister halála után, 1843-ban ’elmezavarral’ diagnosztizálták és erővel eltávolították Shibden Hallból. Egy yorki elmegyógyintézetbe került, amiből később hazaengedték a családi birtokára, Lightcliffe-be. Itt élt Cliffe Hillben haláláig.

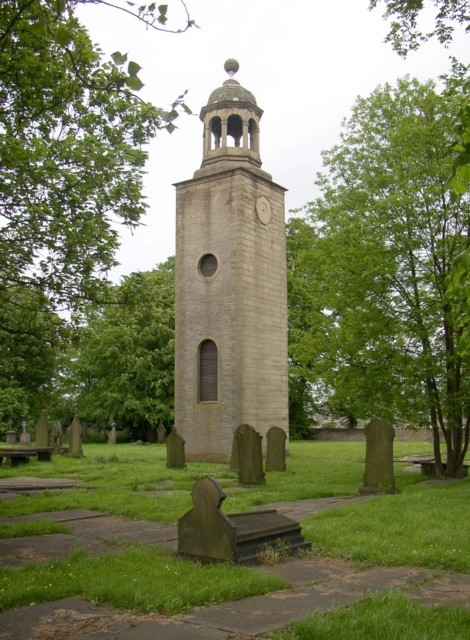
A régi St Matthew’s templom tornya, amiben Ann táblája található

## Halála
Ann Walker 1854. február 25-én halt meg, 50 éves korában. A halotti anyakönyvi kivonat szerint halálát agyi vérömleny okozhatta. A lightcliffe-i St Matthew’s templomkertben volt eltemetve nagynénje mellett, akit szintén Ann Walkernek hívtak. Az eredeti St Matthew’s templomot majdnem teljesen lebontották és egy új helyen újraépítették, de az eredeti templom tornya még a mai napig áll. Ann eredeti réz emléktábláját jelenleg a toronyban őrzik.
2019. szeptember 14-én egy különleges esemény keretében megnyitották a tornyot a nagyközönségnek, ami az 1970-es lezárását követően így majdnem 50 évig zárva állt.

## Öröksége
Ann Walkerről jelenlegi ismeretek szerint nem készült portréfestmény, de egy pár levele a Nyugat Yorkshire-i Archívumban megtalálható. A legtöbb dolog amit Ann Walkerről tudunk, Anne Lister naplóiból maradt fent, aki rendkívüli részletességgel vezette naplóit. Tudjuk, hogy Ann Walker is írt naplókat, de eddig még egyet sem találtak meg. Gyanítható, hogy ingóságai többségét megsemmisítették halála után, mivel kapcsolata Anne Listerrel szégyent jelentett a szélesebb Walker családra az akkori időkben. Mindezek ellenére Ann Walker öröksége a mai napig él. Bátorsága, eltökéltsége és mentális egészségügyi problémái a mai napig inspirálnak sokakat. Döntése, hogy családjának ellentmondva Anne Listerrel élt, a mai korban erőt és kitartást ad azoknak, akik hasonló helyzetben érezhetik magukat.
2019 elején gyűjtést kezdeményeztek, hogy Ann Walker egy méltó megemlékezést kaphasson életéért és az LMBT közösségnek jelentett történelmi jelentőségéért. Ehhez kapcsolódva megalakult az Ann Walker Memorial alapítvány, ami LMBT fiataloknak nyújt segítséget, különösen azoknak, akik mentális problémákkal küszködnek, ezáltal létrehozva egy időtálló örökséget Ann nevében.

## Fordítás
Ez a szócikk részben vagy egészben  az   Ann Walker of Lightcliffe című angol Wikipédia-szócikk ezen változatának fordításán alapul.  Az eredeti cikk szerkesztőit annak laptörténete sorolja fel. Ez a jelzés csupán a megfogalmazás eredetét és a szerzői jogokat jelzi, nem szolgál a cikkben szereplő információk forrásmegjelöléseként.